# Gama ohausi
Gama ohausi är en skalbaggsart som beskrevs av Moser 1921. Gama ohausi ingår i släktet Gama och familjen Melolonthidae. Inga underarter finns listade i Catalogue of Life.